# Petra Oberrauner
Petra Oberrauner (* 27. Jänner 1965 in Villach) ist eine österreichische Politikerin der Sozialdemokratischen Partei Österreichs (SPÖ). Von April 2015 bis November 2019 war sie Vizebürgermeisterin der Stadt Villach, seit dem 23. Oktober 2019 ist sie Abgeordnete zum Nationalrat.

## Leben

### Ausbildung und Beruf
Petra Oberrauner begann 1983 ein Studium der Pädagogik, der wissenschaftlichen Forschungsplanung und der Medientechnik an der damaligen Universität für Bildungswissenschaften, der späteren Universität Klagenfurt, das sie 1988 als Magistra abschloss. 1993 promovierte sie in Klagenfurt zum Dr. phil. 2001 wurde sie Geschäftsführerin und Gesellschafterin der ECC European Crossboarder Consulting GmbH. 2005 absolvierte sie eine postgraduale Ausbildung an der Universität Bozen. Von Februar 2017 bis Oktober 2019 war sie Mitglied des Aufsichtsrates der Fachhochschule Kärnten – Gemeinnützige Privatstiftung.

### Politik
Nach der Gemeinderats- und Bürgermeisterwahl 2015 wurde sie Erste Vizebürgermeisterin der Statutarstadt Villach. Anfang November 2019 folgte ihr Irene Hochstetter-Lackner in diesem Amt nach. Sie ist seit 2015 Mitglied des Bezirksfrauenvorstandes der SPÖ Villach, seit 2016 Mitglied des Landesparteivorstandes der SPÖ Kärnten, des Bezirksparteipräsidiums der SPÖ Villach und stellvertretende Stadtparteivorsitzende der SPÖ Villach sowie sie 2019 Mitglied des Landesfrauenvorstandes der SPÖ Kärnten.
Bei der Nationalratswahl 2019 kandidierte sie für die SPÖ hinter Spitzenkandidat Philip Kucher als Listenzweite im Landeswahlkreis Kärnten. Am 23. Oktober 2019 wurde sie zu Beginn der XXVII. Gesetzgebungsperiode als Abgeordnete zum österreichischen Nationalrat angelobt. Im SPÖ-Parlamentsklub fungiert sie in der 27. Gesetzgebungsperiode als Bereichssprecherin für Digitalisierung. Nach dem Ausscheiden von Sonja Hammerschmid aus dem Nationalrat wurde Oberrauner 2021 zur Sprecherin für Forschung und Innovation bestellt. Im Oktober 2021 wurde Oberrauner am Verbandstag des Sozialdemokratischen Wirtschaftsverbandes (SWV) zur Vizepräsidentin gewählt, Christoph Matznetter wurde als Präsident bestätigt. Als Landesfrauenvorsitzenden der SPÖ Frauen Kärnten folgte sie im Mai 2022 Ana Blatnik nach.
Im Juli 2022 wurde sie beim Landesparteivorstand der SPÖ Kärnten zur Stellvertreterin des Landesparteivorsitzenden Peter Kaiser gewählt. Für die Nationalratswahl 2024 wurde sie erneut hinter Spitzenkandidat Philip Kucher auf Platz zwei der SPÖ-Landesliste gereiht. In der XXVIII. Gesetzgebungsperiode wurde sie im März 2025 Bereichssprecherin für Forschung und Innovation. Auf der Landesfrauenkonferenz der SPÖ Frauen wurde sie im Mai 2025 mit 84,3 Prozent der Stimmen als Landesfrauenvorsitzende bestätigt.